# John Guidetti
John Alberto Guidetti (Estocolmo, 15 de abril de 1992) é um futebolista sueco que atua como atacante. Atualmente, joga pelo AIK.

## Carreira
Viveu na infância no Quénia, onde começou a jogar futebol amador. Começou sua carreira no Brommapojkarna, mas assinou contrato de três anos com o Manchester City ao completar 16 anos. Antes de assinar com os Citizens, Internazionale, Sampdoria, Lazio, Roma e Ajax sondaram o jovem atleta.
Entretanto, ele, que é conhecido como "Rooney sueco", não disputou nenhuma partida oficial com a camisa do City, sendo emprestado novamente ao Brommapojkarna, clube que o revelou. Posteriormente, esteve emprestado também ao Burnley. Em julho de 2011, retornou ao Manchester City. 

### Feyenoord
No último dia da janela de transferências, Feyenoord e Manchester City assinaram um contrato de empréstimo para o resto da temporada 2011-12. Guidetti fez sua estreia no jogo contra o NAC Breda, em 11 de setembro de 2011, em que ele marcou um pênalti. Ele também marcou de pênalti na partida contra o De Graafschap e mais da marca do pênalti 2 vezes contra p VVV-Venlo. Ele marcou seu primeiro gol em jogo corrido para o Feyenoord contra a Vitesse na vitória de 4-0, marcando dois gols no jogo. E ma semana seguinte, ele marcou um golo decisivo, o empate em 2-1 vitória fora contra o RKC Waalwijk . Em 18 de dezembro 2011, ele marcou um hat-trick no Feyenoord da vitória por 3-2 sobre o FC Twente. Em 29 de janeiro de 2012, ele marcou seu segundo consecutivo hat-trick, marcando três gols em De Klassieker contra Ajax , que venceu o Feyenoord por 4-2, a sua primeira vitória em 6 anos sobre o arco -rivais. Isso ajudou a ganhar-lhe um status de herói em Roterdão, com o técnico Ronald Koeman descrevendo-o como "fenomenal".
Em 12 de fevereiro, ele marcou seu terceiro hat-trick desde que entrou para o clube em um jogo em casa em um vitória por 3-1 contra o Vitesse , colocando-o em terceiro lugar na Europa para gols / minuto de jogo em 17 gols depois de 15 jogos no campeonato. Este passou a ser o terceiro consecutivo hat-trick em um Eredivisie jogo em casa, tornando-se o segundo jogador na história do campeonato para conseguir isso depois de Cees Groot fez isso em 1963. Ove Kindvall foi o último sueco a alcançar esta na liga holandesa na década de 1970, também jogando para Feyenoord. Além disso, Guidetti foi o primeiro jogador a marcar três Feyenoord hat-tricks em uma temporada desde Dirk Kuyt , em 2004/2005. Guidetti marcou seu gol 18 de pênalti no seu jogo da liga contra 16 RKC Waalwijk e comemorou puxando a camisa que lhe deu o segundo cartão amarelo no jogo. Os adversários depois empatou a três minutos do fim e Guidetti mais tarde pediu desculpas para a equipe, os torcedores eo treinador, dizendo que era "um dos piores momentos da minha vida". Devido a este cartão vermelho Guidetti perdeu o jogo importante na luta pelo título contra o PSV Eindhoven na semana seguinte. 
Semanas mais tarde Guidetti marcou seu próximo gol fora de casa, contra o De Graafschap na vitória por 0-3. Ele marcou seu 20 º gol na temporada em uma cidade-derby 3-0 vitória em casa sobre Excelsior Rotterdam , em abril, Guidetti então perdeu o resto da temporada da Eredivisie, bem como a UEFA Euro 2012 de perder todo o sentido em sua perna direita, enquanto que sofrem de um vírus misterioso. Sem feridos Guidetti Feyenoord conseguiu assegurar apenas o segundo lugar do campeonato, mas garantiu-lhes um lugar nas rondas de qualificação para a UEFA Champions League 2012-13 com uma vitória no último jogo da temporada afastado contra SC Heerenveen. John Guidetti, que assistiu ao jogo em casa foi então carregado nos ombros de alguns fãs do Feyenoord, no Estádio De Kuip para comemorar esta conquista. Mais tarde, ele foi visto cantando "Feyenoord até eu morrer" com os fãs no estádio e cantando uma música da Liga dos Campeões da UEFA no campo entre os outros jogadores. No total Guidetti produziu 20 gols e oito assistências em 23 jogos para o Feyenoord, durante este período de empréstimo, mais um adicional de 2 golos e 1 assistência em 67 minutos vs em formulário artistas Campeão da Liga Basel em janeiro de 2012, totalizando uma incrível 22 em 24 com 9 assistências para a temporada de estréia.
Em junho de 2012, Omar Elabdellaoui se tornou o segundo consecutivo jogador do Manchester City, depois de John Guidetti ao Feyenoord juntar por empréstimo para a temporada 2012-13 e Guidetti, que considera Elabdellaoui um de seus melhores amigos, é o que informou sobre Feyenoord Elabdellaoui e que o aconselhou a aproveitar a oportunidade, caso o Manchester City lhe permitiu ir Guidetti disse Elabdellaoui se adapte perfeitamente Feyenoord, sendo um forte fisicamente, tecnicamente bem equipada e um jogador rápido.

### Stoke City
Em 14 de Janeiro de 2014, se juntou Guidetti ao Stoke City por empréstimo para o restante da temporada 2013-14.

### Celtic
Na temporada 2014-2015, ele jogou emprestado ao clube alviverde de Glasgow.

### Celta de Vigo
Em Julho de 2015, assinou com o clube galego, Celta de Vigo, para a La Liga 2015-2016. Totalizando 15 gols na temporada.

### Alavés
Em 8 de janeiro de 2018, Guidetti foi emprestado ao Alavés.

## Títulos
Celtic
- Scottish League Cup: 2014–15
- Copa da Liga Escocesa: 2014–15

Suécia
- Campeonato Europeu Sub-21: 2015

### Prêmios individuais
- Scottish Premiership Jogador do mês: Outubro 2014
- Chuteira de Bronze do Campeonato Europeu Sub-21 de 2015